# Astor de Xile
L'astor de Xile (Astur chilensis; syn: Accipiter bicolor chilensis) és una espècie d'ocell de la família dels accipítrids (Accipitridae) que habita en Amèrica del Sud, a la llarga de Xile i la zona limítrofa de l'Argentina.
És sovint considerat una subespècie d'Accipiter bicolor 

## Taxonomia
Segons la llista mundial d'ocells del Congrés Ornitològic Internacional (versió 12.2, juliol 2022) aquest tàxon tindria la categoria d'espècie. Tanmateix, altres obres taxonòmiques, com el Handook of the Birds of the World i la quarta versió de la BirdLife International Checklist of the birds of the world (Desembre 2019), el consideren encara una subespècie de l'astor bicolor.
Tradicionalment l'astor de Xile estava classificat dins el gènere Accipiter. Tanmateix, estudis filogenètics moleculars van trobar que aquest gènere era polifilètic i es va proposar reordenar les seves espècies en 5 gèneres monofilètics. En base a aquests estudis, el Congrés Ornitològic Internacional, en la seva llista mundial d'ocells (versió 14.2, 2024) transferí aquesta espècie al gènere Astur, que fou recuperat per a tal fí.